# 루카 시뇨렐리
루카 시뇨렐리(Luca Signorelli, 1441년 ∼ 1523년)는 이탈리아의 화가이다. 피에로 델라 프란체스카의 제자로, 폴라이우올로 형제와 페루지노 등의 영향을 받아 활동하는 인체의 과장된 근육을 표현하기 위하여 나체 남성상을 많이 그렸고, 해부에 의하여 골격 구조, 다리와 인대(靭帶)의 상호작용을 연구하였다. 그가 그린 오르비에토 대성당의 벽화 연작(連作)에는, 중세의 비현실적이고 공상적인 표현에 비교하여 박력이 넘쳐 흐르고 있다.

## 주요 작품

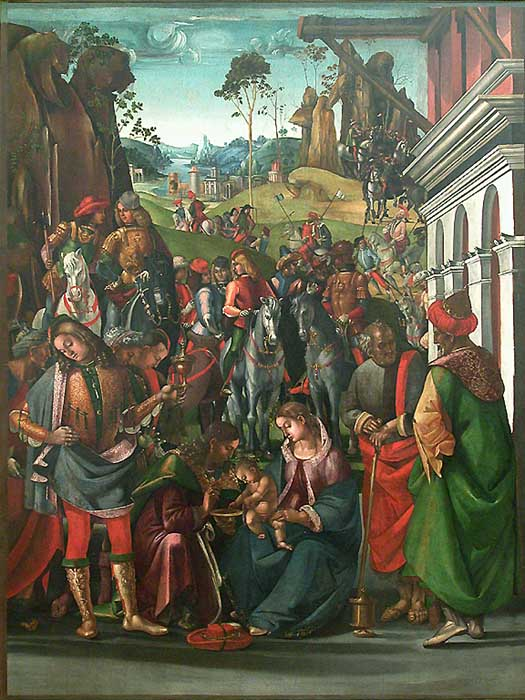
Adoration of the Magi
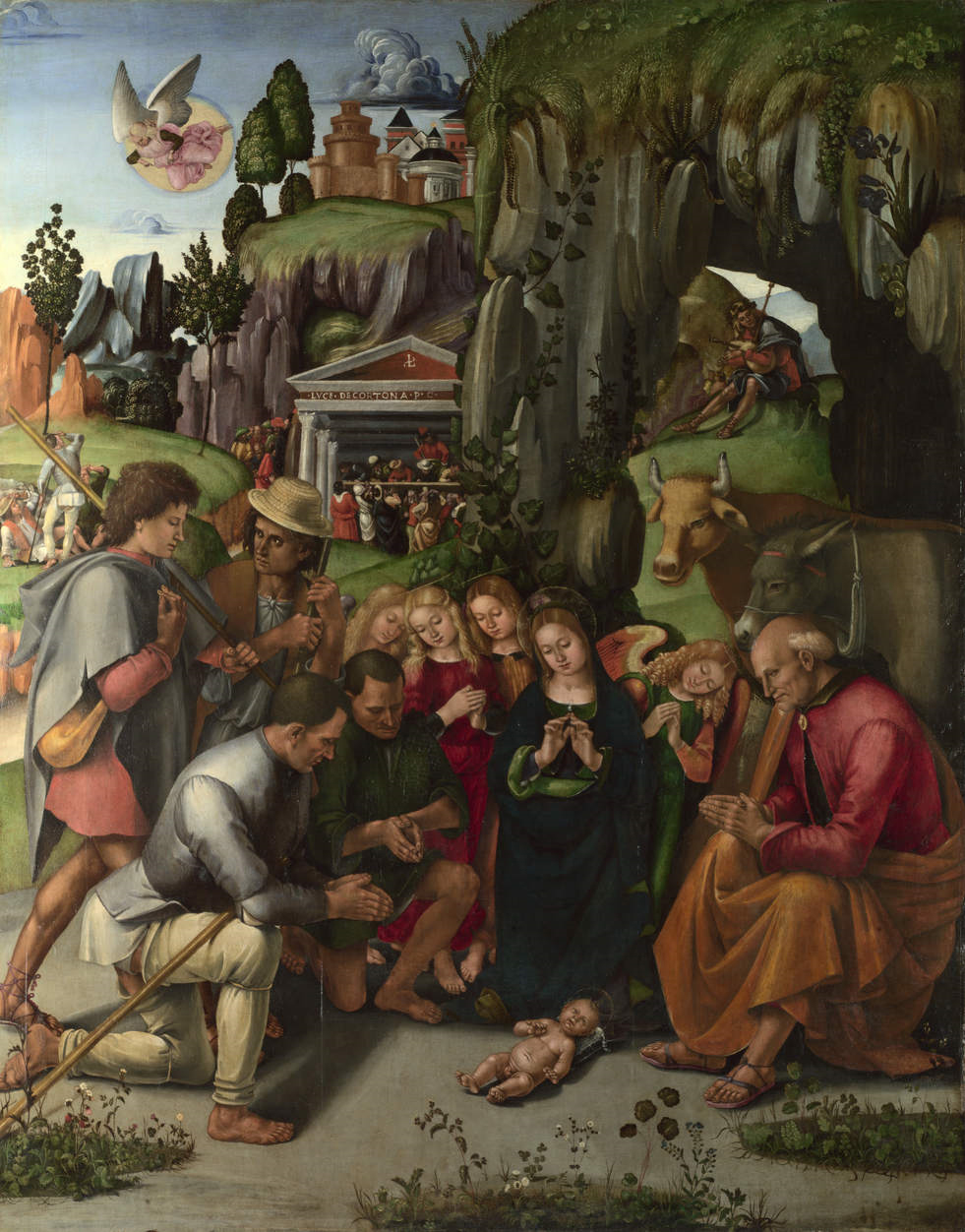
Adoration of the Shepherds
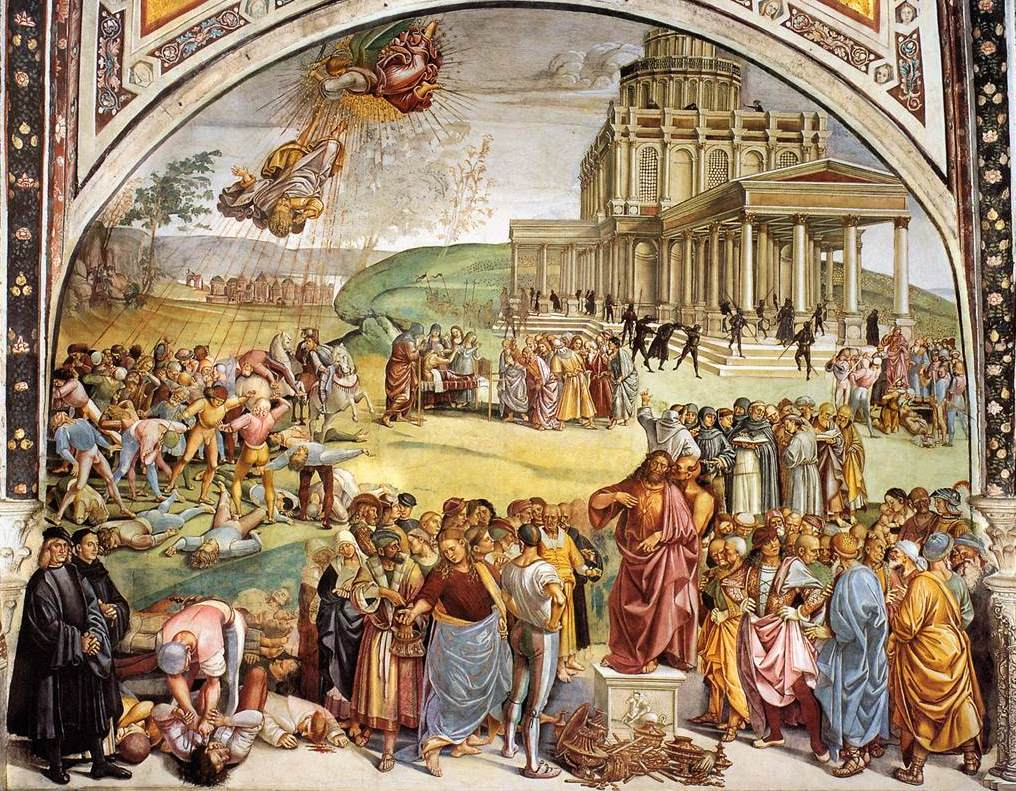
Sermon and Deeds of the Antichrist
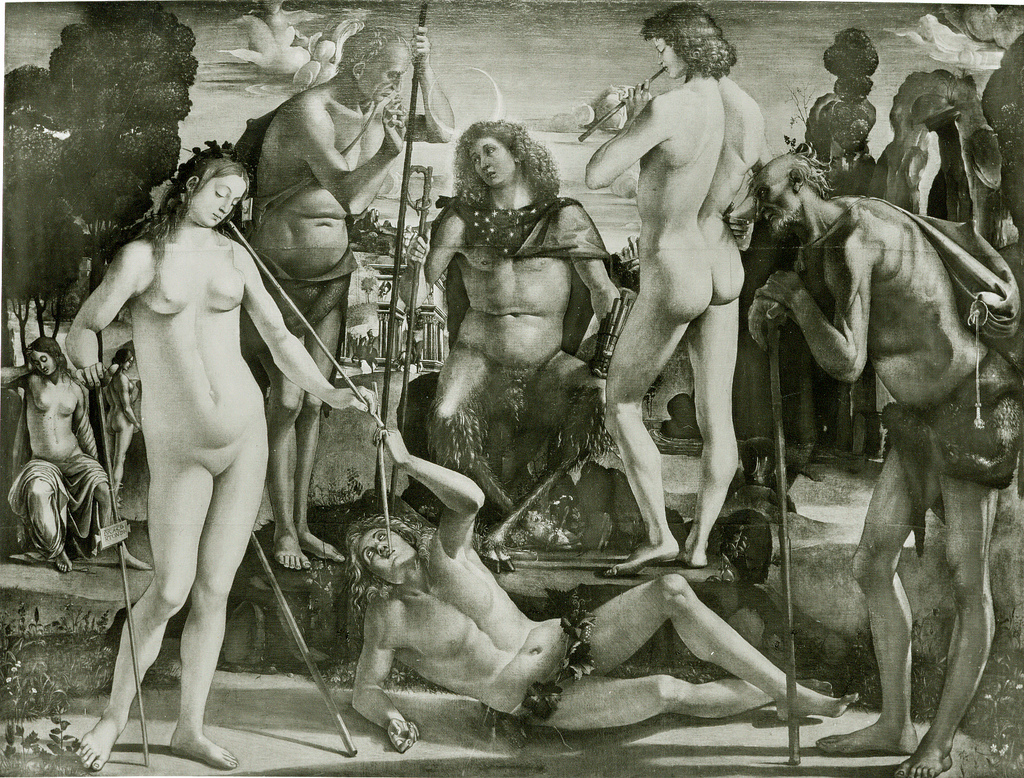
Education of Pan